# 東山トンネル (東海道新幹線)
東山トンネル（ひがしやまトンネル）は、東海道新幹線の米原駅 - 京都駅間にある鉄道トンネルである。

## 概要
東海道新幹線の建設以前に計画されていた弾丸列車計画の一環として、第二次世界大戦中に草津 - 京都間に単線トンネルとして新東山隧道（現在の東海道本線東山隧道下り内側線）が掘削されていた（詳細は逢坂山トンネル#三線化を参照）。
第二次世界大戦後、東海道新幹線の建設に際し、草津 - 大山崎間のルートの選定で最も重要な点が新幹線京都駅の設置場所だった。検討された3案のうち、1つ目は新幹線ルートを在来線の南約2kmに通して新駅を奈良線稲荷駅北方付近に設置する「南案」、2つ目は在来線京都駅の南側に併設する「併設案」、3つ目は新幹線ルートを在来線の北約1.5kmに寄せて五条通の地下を通し、新駅を烏丸五条付近に設置する「北案」である。3案を比較した結果、地元の強い要望及び用地買収への協力もあり、1960年（昭和35年）4月の常務理事会で併設案が採用された。
併設案が採用されたため、音羽山トンネルについても3案のうち京都刑務所（山科刑務所）の北側を通る「中案」が採用され、山科地区で国道1号のバイパス計画（現・五条バイパス）が進められていたため、バイパス道路の南側に近接させるルートが選ばれた。そのため、建設済みの新東山隧道を経由しなくなり、新たに現行トンネルの南側に複線トンネルを掘削したのが本トンネルである。
なお、新東山隧道と同時期に工事が行われたトンネルのうち、完成済みの日本坂隧道（日本坂トンネル）は在来線（東海道本線）のトンネルとして使われた後、新幹線用に再整備されてそのまま利用され、工事が中断された新丹那隧道（新丹那トンネル）は弾丸列車の当初計画のまま工事を再開して完成している。
地質は、中央部付近から東京方が輝緑凝灰岩、砂岩、粘板岩等を主とする古生層で、京都方は洪積層の砂、シルト及び粘土の互層で、トンネルの勾配は入口（東京方）から16‰で下り（入口から約1,400m間）、出口（京都方）から約130m手前まで3‰の下りに替わった後、20‰で京都方へ上る。1960年（昭和35年）11月2日に京都駅高架橋と同時に着工。用地買収の問題や坑外設備の関係で、横坑から底設導坑先進半断面掘削工法で同年12月から、京都方の300m区間は開削工法でそれぞれ着工し、1961年（昭和36年）12月15日に導坑貫通、1963年（昭和38年）2月10日に貫通、同年7月に完成した。
本トンネルは、その延長の約半分が民有地の下を通り、地表面すれすれのところを掘削するなど、用地問題や掘削に苦労しており、地下使用を拒む民家2戸に対して土地収用法（昭和26年法律219号）が地下使用権に対して初適用されている。

## 設備概要
以下は『鉄道技術研究報告』No.1026 88-89頁による。
- 位置：東海道新幹線米原駅 - 京都駅間
- 起点：京都市山科区上花山坂尻
- 終点：京都市東山区本池田町
- 全長：2,094.00m
- 竣功：1963年（昭和38年）8月（主体工事完了）
- 線路平面：出口（京都方）付近 R=1,500mの曲線を除いて直線（出口付近で東海道本線東山トンネルボックス及び擁壁区間に接近）
- 線路縦断：
  - 入口（東京方）から約1,400m間：16‰の下り勾配
  - 出口（京都方）より130m手前まで：3‰の下り勾配
  - 出口付近：20‰の上り勾配（京阪電鉄京阪本線を越えるため）
- 覆工断面：新幹線A型（直線・曲線用）コンクリート造り、インバート部有り（洪積層及び古生層の地質不良区間のみ）
  - 開削区間の断面：A型及びカボチャ型（いずれも鉄筋コンクリート造り）
- 設計巻厚：50cm～90cm（70cmを標準に地質不良区間及び洪積層の一部は90cm）

## 工事概要
東山トンネル東京方（東口）から1,364m区間は新奥式半断面工法で施工した。また、新大阪方（西口）から国道1号線（現・京都府道143号四ノ宮四ツ塚線：東大路通）を含む300m区間を開削工法、次いで延長70m区間を特殊半断面工法、そこから360m区間を特殊新奥式半断面工法で施工した。なお、新大阪方坑口（西口）付近の用地買収及び民家の立ち退きに期日を要すると考えられたため、東京起点で466k219m（東口から1,155m）地点に斜坑（延長112m）を設けて東西両方向へ掘削が行われた。
上記の通り、施工方式として底設導坑先進上部半断面掘削工法を主体とするが、新大阪方（西口）は洪積層で土被りも少なく、市街地であるので土被り5m以下の個所を開削工法で、その他の土被りが少ない箇所は掘削と覆工をできる限り接近させる工法で施工した。トンネル全体としては古生層と洪積層からなっており、特殊な工法を施工した区間は、主として砂、シルト質粘土、礫の3～5mの互層で構成されて固結度は比較的低く、傾斜は地表面の勾配よりやや急傾斜をとっていた。土被り5m以下を開削工法とし、土被り11m以下の区間は居住者の一時立ち退きを手配して慎重な掘削方式を用いたが、地表の地盤沈下による家屋の変状が多く、200軒に約4000万円の建物補償費を支払っている。

### 開削工法
東山トンネル新大阪方のうち、東大路通を含めて土被り5m以下の区間は開削工法で施工した。300H型鋼をトンネル構築外側に1.2～1.5m間隔で掘削面下2～3.5mまで打ち込み、腹起し（土留支保工）、切梁、土留板を構築しながら上部から下部に向けて掘り下げ、構築完了後はこれらを外しつつ埋め戻した。H型鋼の打込み線は、H型鋼の内側への湾曲、型枠の組み立て等を考慮してトンネル覆工背面の外側1.0mとし、打込み間隔は一般区間は平均1.5m間隔としたが、国道部は路面覆工及び自動車荷重を考慮して平均1.2mとして更に中間杭を打ち込んでいる。土留板の厚さは、国道部が4.5～5.5cm、その他の区間は4.0～4.5cmとしている。

### 特殊半断面工法
東大路通から東側の延長70mは、底設導坑を掘削せずに上部半断面中央下部を残して、上部から下部にかけてリング状に4～5分割して掘削しつつ、手前の鋼アーチ支保工に吊架したクラウンバーを押し出し、4～5ピースに製作された鋼アーチ支保工を入れ、更に安全のために中央に残された土山から坊主（支保工を補強する鉛直方向の柱）で受ける「特殊半断面工法」で施工された。アーチコンクリートの最先端と上部半断面の切端（切羽）との間隔が7mに達すると、直ちにアーチコンクリートを3～4m施工して次の掘削作業に移る。また、突発的な湧水による砂、礫などの流出を避けるため、常に上部半断面切羽に先行して約15mの水平ボーリングが行われた。アーチコンクリートから約30～40m遅れて掘削断面下半部を掘削し、側壁コンクリートを打設した。

### 特殊新奥式半断面工法
特殊半断面工法を採用して以後、5{\displaystyle l}/sec（リットル毎秒）の湧水に遭遇したため、底設導坑を先進させて地下水を抜く方が得策と考え「特殊新奥式半断面工法」に切り替えた。この工法は前述の考え方を底設導坑先進上部半断面掘削に取り入れたもので、アーチコンクリートと上部半断面掘削切羽との間隔を、土被り25m以下は7m以内に、土被り25m以上は7m以内に制限したものである。

### 構造
東山トンネルは、高さは施工基面（F.L）から8.80m、最大幅9.60mで施工されているが、大谷中学校・高等学校運動場の北側に設けられた開削トンネル断面は、トンネル直上に京都市道（醍醐道）が通るため、天頂部がフラットとなっており、高さは施工基面（F.L）から7.299mと低くなっている。

## ギャラリー

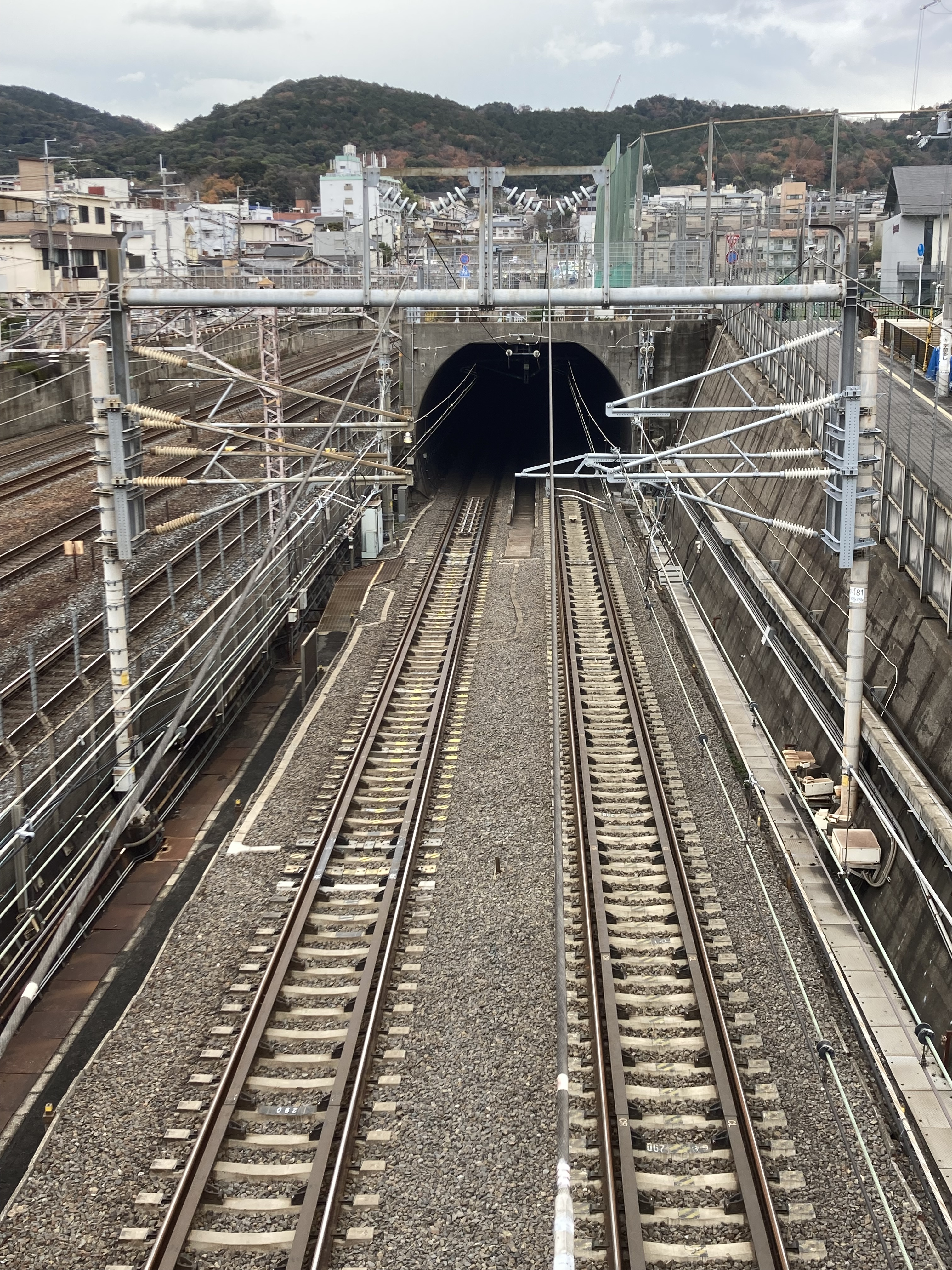
東山トンネル西口（遠景）
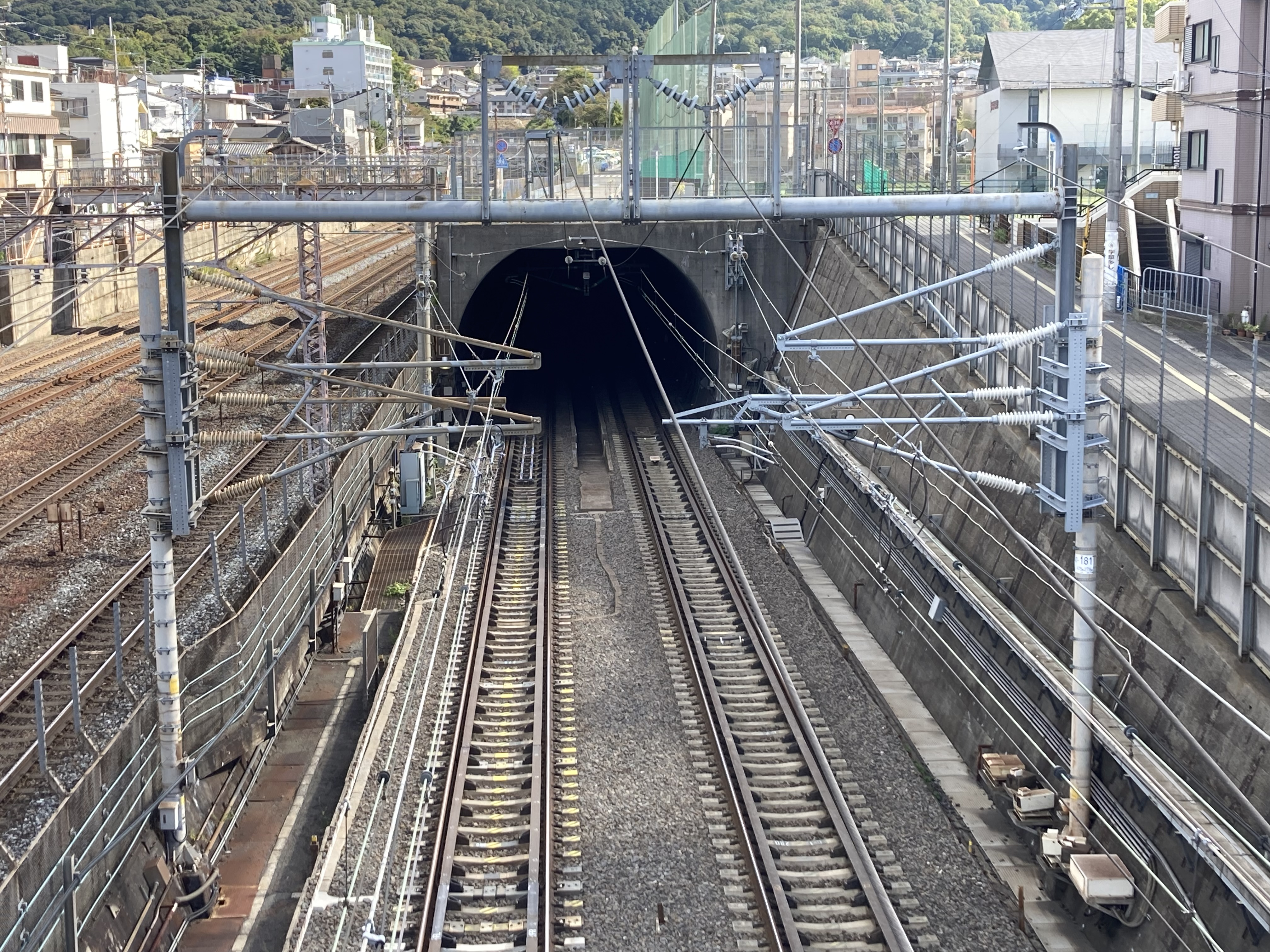
東山トンネル西口（近景）
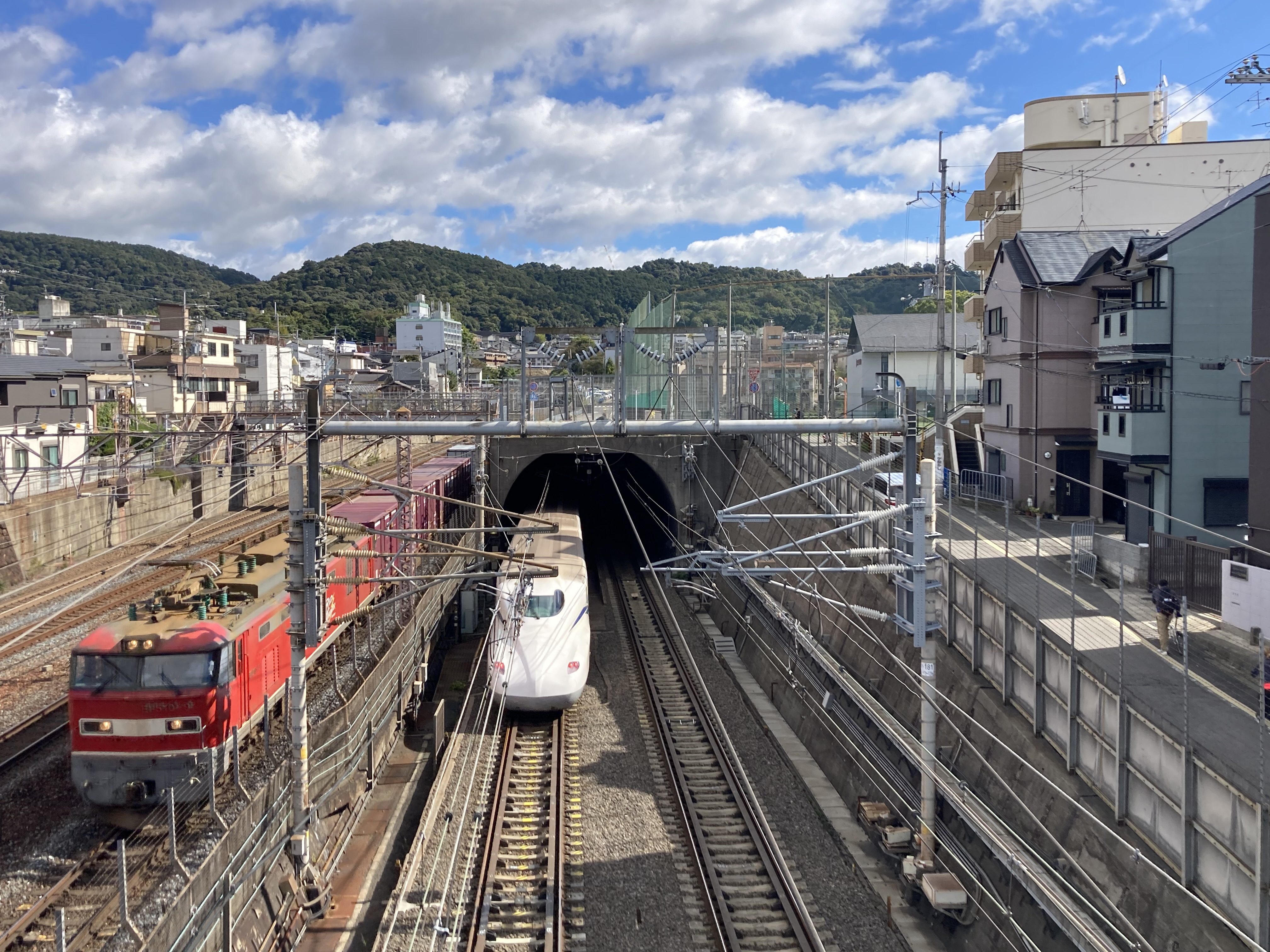
東山トンネル西口（近景） 東海道本線貨物列車とすれ違う新幹線車両
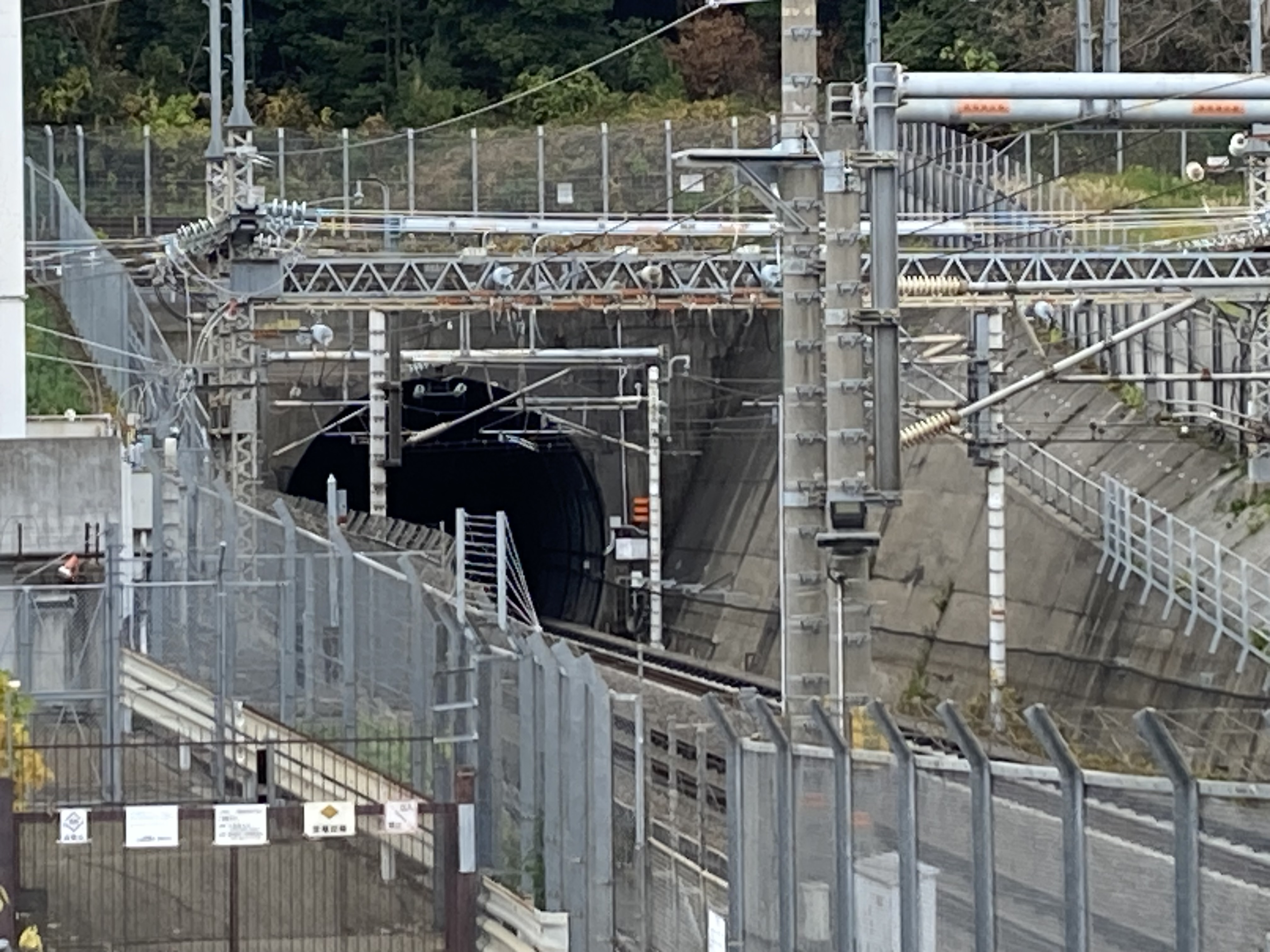
東山トンネル東口（近景）
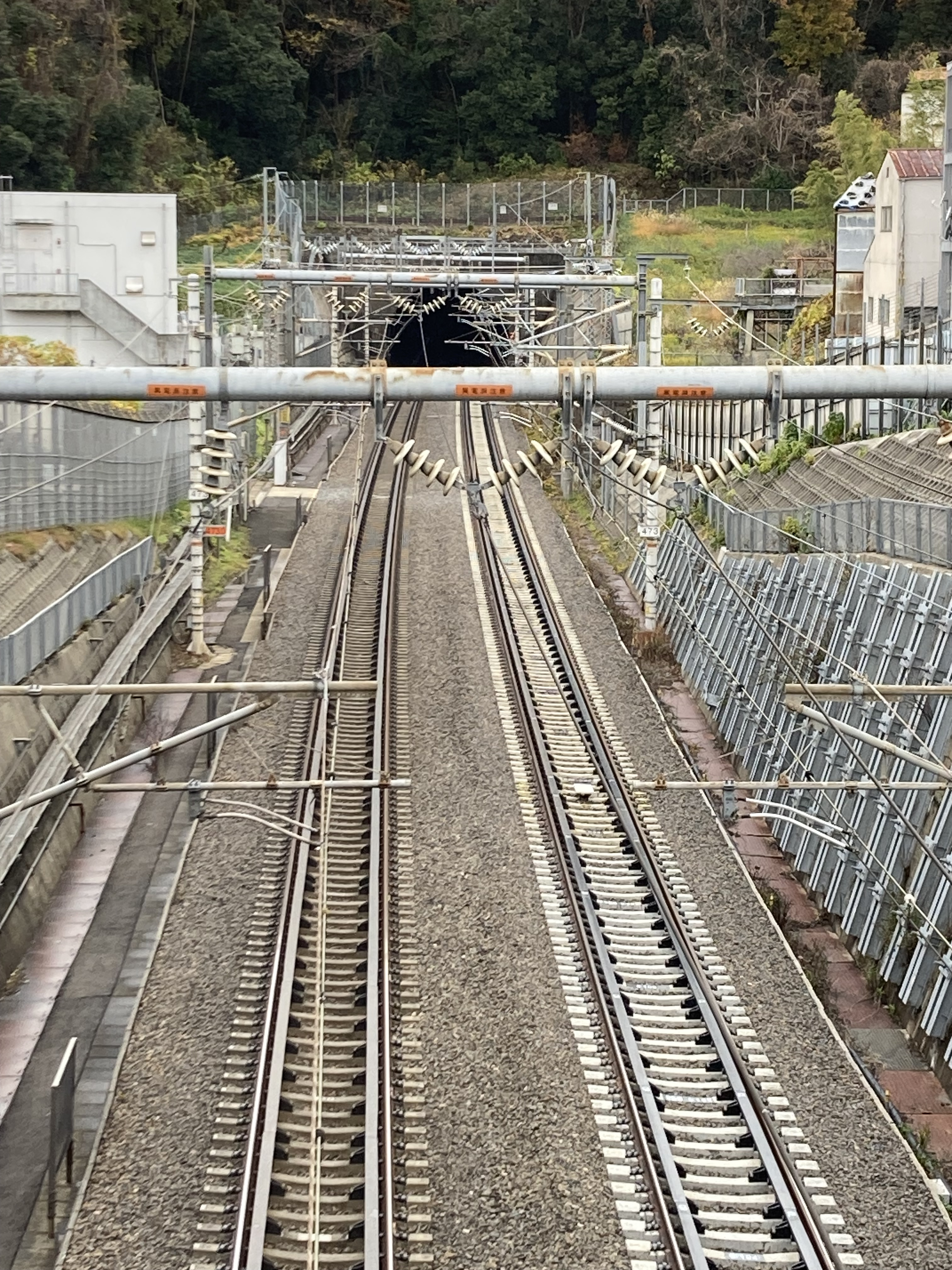
東山トンネル東口（遠景）